# 本谷山 (群馬県・新潟県)
本谷山 （ほんたにやま）は、群馬県利根郡みなかみ町と新潟県南魚沼市の間に位置する標高1,870メートルの山。利根川源流を囲む山である。別名は中尾山。利根川源流部自然環境保全地域に指定されている。

## 登山ルート
- 十字峡登山センター（南魚沼市清水瀬663番地4、標高450メートル）～本谷山登山口コース。

## 周辺の山々
- 越後沢山・丹後山・大水上山
- 兎岳・中ノ岳
- 下津川山・小沢岳・三ツ石山・小三ツ石山・牛ヶ岳・巻機山・割引岳・米子頭山・柄沢山・檜倉山・大烏帽子山

## 河川
- 利根川
- 三国川

## アクセス
- 車：関越自動車道六日町インターチェンジより新潟県道233号落合六日町線を三国川ダムから十字峡登山センターまで約40分。タクシーでは上越線六日町駅から約30分、7,500円前後。
- バス：南越後観光バスで六日町駅から野中（三国川ダム下）まで約30分、十字峡登山センターまで徒歩約2時間。